# Vila Canaã (Goiânia)
Vila Canaã é um bairro da região central de Goiânia.
Criado durante a década de 1960, a Vila Canaã é um bairro predominantemente comercial e em suas imediações existem poucas casas. Abriga, em grande parte, lojas de peças de carros. Conurbado com a Cidade Jardim, o bairro abriga a principal unidade do Serviço Nacional de Aprendizagem Industrial (SENAI) em Goiânia, inaugurado em 1981, além da UniAnhanguera.
Segundo dados do Instituto Brasileiro de Geografia e Estatística (IBGE), divulgados pela prefeitura, no Censo 2010 a população da Vila Canaã era de 432 pessoas.